# Пајн Лејк Парк (Њу Џерзи)
Пајн Лејк Парк (енгл. Pine Lake Park) насељено је место без административног статуса у америчкој савезној држави Њу Џерзи.

## Демографија
По попису из 2010. године број становника је 8.707.
| Група             | 2000.    | 2010.         |
| Белци             | 0 (0,0%) | 6.930 (79,6%) |
| Афроамериканци    | 0 (0,0%) | 478 (5,5%)    |
| Азијати           | 0 (0,0%) | 356 (4,1%)    |
| Хиспаноамериканци | 0 (0,0%) | 810 (9,3%)    |
| Укупно            | 0        | 8.707         |